# Niklas Rådström
Pär Kristian Niklas Rådström, född 12 april 1953 i Stockholm, är en svensk författare, poet och dramatiker.

## Biografi
Niklas Rådström är son till författaren Pär Rådström och teaterchefen Anne Marie Rådström. Han debuterade som poet 1975 och fick ett stort genombrott 1979 med diktsamlingen Dikter kring Sandro della Quercias liv, en lyrisk biografi över en fiktiv renässanskonstnär. Under det följande decenniet befäste han sin position som en av sin generations ledande lyriker med samlingar som Skuggan, Den helige Antonius frestelser, Det leva och Pappskalle. Han skrev även en resebok, I Egypten däremot, illustrerad av Stig Claesson och gav ut en självbetitlad LP-skiva. År 1984 kom hans första helaftonspjäs, Hitlers barndom, som hade premiär på Unga Klara i regi av Suzanne Osten och som spelats i en rad uppsättningar runt om i världen. Som manusförfattare har han även samarbetat med Osten i långfilmerna Bröderna Mozart, Livsfarlig film och Tala! Det är så mörkt. 
1989 kom hans första roman Månen vet inte, den första boken i en självbiografisk trilogi där även Medan tiden tänker på annat, 1992 (belönad med Augustpriset) och Spårvagn på Vintergatan, 1996, ingår. Bland hans övriga romaner återfinns stockholmsskildringen i 1700-talsmiljö Vänd ditt timglas, 1991, den breda samtidsberättelsen inspirerad av antik mytologi, Ängel bland skuggor, 1993, och Shakespeareromanen Vad du vill, 1995.
Niklas Rådström har även samarbetat med en rad tonsättare och musiker i olika konstellationer: bland andra jazzgruppen Berger–Knutsson–Spering, pianisten Bobo Stenson och Eric Ericsons kammarkör. 1995 uruppfördes sångcykeln Sånger om döden med musik av tonsättaren Daniel Börtz i Berwaldhallen och på samma plats 1998 Stockholmskantat med musik av tonsättaren Johan Hammerth, tillsammans med vilken han även gjort den kammarmusikaliska sångcykeln Den vilde pojkens sånger, 2006. Operan Sport & Fritid hade sitt uruppförande 2004 på Kungliga Operan i Stockholm med musik av tonsättaren Thomas Jennefelt och libretto av Rådström. Med Jennefelt har Rådström bland annat gjort körverket Av någon sedd, 2008. Hösten 2022 uruppförs Sven-David Sandströms fyratimmarsopera baserad på Rådströms bibelarbete, The Book of Life, med Norrköpings symfoniorkester, Eric Ericsons Kammarkör, Norrköpings Vokalensemble och en lång rad solister. Tillsammans med kompositören Pär Olofsson har Rådström skrivet de kyrkomusikaliska verken De befriade skuggorna (2019) och Stabat Pater (2022).
Med helaftonspjäsen På vägen till havet, 1998, återvände Rådström till teatern och har sedan dess skrivit en rad pjäser. Kvartett, 1999, är ett kammarspel för fyra skådespelare och en stråkkvartett byggd kring Dmitrij Sjostakovitjs åttonde stråkkvartett och har spelats på bland annat Kungl. Dramatiska Teatern i Stockholm och Det Kongelige Teater i Köpenhamn. Hans pjäs fritt byggd på tre censurerade kapitel i Dostojevskijs roman Onda andar, Lång tystnad. Plötsligt mörker., 2002, vann första pris i Wilhelm Hansen Fondens nordiska dramapristävling. De onda, 2005, en pjäs kring mordet på den tvåårige James Bulger av två tioåringar i Liverpool 1993, har rönt internationell uppmärksamhet och spelats bland annat i Holland och flera gånger i England. I Gå genom ett berg, 2007, skildrar han i dramatisk collageform självmordets och depressionens mekanismer och i samarbetet mellan fyra danska teatrar och musikgruppen Middle East Peace Orchestra, "De andras drömmar", 2009, konflikten Israel–Palestina. Han har som dramatiker även gjort en rad större iscensättningar av litterära verk: Dantes gudomliga komedi, 2004, mastodontprojektet Bibeln, 2012, Don Quijote, 2013, samt Mästaren och Margarita, 2014, efter Michail Bulgakovs roman. Hans pjäs för barn Den öronlöse sångaren, 1997, baserad på en japansk folksaga nedtecknad av Lafcadio Hearn, har även blivit en opera med musik av Gunnar Edander.
Med romanerna Drivved från Arkadien, 1999, och De svarta tangenternas planet, 2001, påbörjade Rådström en ännu oavslutad svit Stockholmsskildringar. Rådström återvände år 2000 till poesin med diktsamlingen Om att komma tillbaka till dikten. År 2004 utkom hans omdiktning av Dantes gudomliga komedi, en dikt i tre akter. 2003 utgav han tillsammans med konstnären Catharina Günther Rådström naturskildringen Absint om en blåmes som levde med familjen under en sommar. I Gästen, 2006, skildrar Rådström hur H C Andersen besöker Charles Dickens under fem veckor sommaren 1857. Den självbiografiska romanen En handfull regn, 2007, berättar om en nära barndomsväns tidiga död för egen hand och är även en meditation över självmordets och depressionens väsen. Mozarts librettist Lorenzo Da Pontes händelserika liv utgör medelpunkten i den historiska romanen från 2010, Månens anförvant. 2012 utkom Stig., en finstämd minnesbok över konstnären och författaren Stig Claesson, Slas. 2013 gav Rådström ut den stora romanen Boken, en skildring som sträcker sig över flera tusen år och som återgestaltar de bibliska böckerna från skapelseberättelsen till Uppenbarelseboken. 2016 utkom romanen En Marialegend i vilken tre berättelser från olika världsdelar och epoker vävs samman. 2020 återvände Rådström i lyriken med diktsamlingen Då, när jag var poet. 2021 utkom Rådströms självbiografiska bok Som om inget redan hänt, en kombinerad självbiografisk minnesbok och en patografi, en skildring av en flerårig cancerbehandling. Samma år kom även den filosofiska tankeboken En liten bok om fotboll, demokrati och hur man bygger ett samhälle, där Rådström ger ett engagerat försvar för demokratin med fotbollen som metafor. Romanen Drömmarna vi tillsammans drömmer som utkom 2024 är en litterär science fiction om klimatkrisen. 
Som filmmanusförfattare har Rådström bland annat skrivit manus till Jan Troells Guldbaggebelönade och Golden Globe-nominerade film Maria Larssons eviga ögonblick, 2008, utifrån en berättelse av Agneta Ulfsäter Troell. Rådström regisserade själv sitt manus i den prisbelönta kortfilmen Eiffeltornet, 2003.
Han är ledamot av Samfundet De Nio sedan 1995 och var redaktör för FIB:s Lyrikklubb 1978–1979.
Mellan 2012 och 2017 var Rådström professor i berättande för scen, film och media vid Stockholms dramatiska högskola. Mellan 2019 och 2024 var han professor i kreativt skrivande vid Linnéuniversitetet.
2017 drabbades Niklas Rådström av akut myeloisk leukemi, något han bland annat berättat om i romanen Som har inget redan hänt.
Mellan 2018 och 2024 var Niklas Rådström ledamot av Karolinska Institutets Etikråd.
I oktober 2018 avstod Niklas Rådström inval i Svenska Akademien.
Rådström erhöll Aftonbladets litteraturpris 1979. 

## Filmografi
Manus
- 1986 – Bröderna Mozart
- 1988 – Livsfarlig film
- 1993 – Tala! Det är så mörkt
- 2003 – Eiffeltornet (även regi)
- 2003 – Swedenhielms
- 2008 – Maria Larssons eviga ögonblick
- 2012 – A Society

Roller
- 1966 – Syskonbädd 1782 (pojken med fåren)
- 1985 – Falsk som vatten (festdeltagare)

## Priser och utmärkelser
- 1979 – Aftonbladets litteraturpris[8]
- 1989 – BMF-plaketten för Månen vet inte
- 1990 – Aniarapriset[9]
- 1992 – Augustpriset för Medan tiden tänker på annat[10]
- 2002 – Signe Ekblad-Eldhs pris[11]
- 2008 – Bernspriset[12]
- 2008 – Doblougska priset[13]
- 2008 – Piratenpriset[14]
- 2014 – Svenska Bibelsällskapets bibelpris[15]
- 2015 – Delblancpriset[16]
- 2019 – Övralidspriset ”för hans talang att färdas i litteraturens alla riktningar”[17]
- 2021 – Selma Lagerlöfs litteraturpris "För ett stort författarskap som ger oss en hyllning till fantasins förmåga att ladda våra livsandar och få oss att leva vidare".
- 2023 – Pär Lagerkvist-priset